# هينك دي جونغ
هينك دي جونغ (بالهولندية: Henk de Jong)‏ هو لاعب كرة قدم ومدرب كرة قدم هولندي، ولد في 27 أغسطس 1964 في دراختن في هولندا. لعب مع نادي هيرنفين.

## وصلات خارجية
- هينك دي جونغ على موقع قاعدة بيانات كرة القدم.إي يو (الإنجليزية)
- هينك دي جونغ على موقع Soccerway.com (الإنجليزية)
- هينك دي جونغ على موقع عالم كرة القدم.نت (الإنجليزية)